# Collema texanum
Collema texanum är en lavart som beskrevs av Tuck. Collema texanum ingår i släktet Collema och familjen Collemataceae.   Inga underarter finns listade i Catalogue of Life.